# 阿戈 (密蘇里州)
阿戈（英語：Argo）是位於美國密蘇里州克勞福德縣的非建制地區。

## 歷史
阿戈的郵局於1849年設立，1882年關閉後又於1890年重啟，最終於1906年停運。當地於1925年時共有人口24人。

## 地理
阿戈所處的海拔為高於海平面291米（即955英呎），而該地所採用的時區為UTC-6，即北美中部時區（CST）。同時該地設有夏令時間，為UTC-6調快一小時，即UTC-5（CDT）。